# Prix des femmes architectes
El Premio Mujeres Arquitectas en francés: Prix des femmes architectes es un premio instituido por la Association pour la recherche sur la ville et l'habitat (ARVHA) con el apoyo del Ministerio francés de la Cultura y de la Comunicación, del Ministerio francés de los Derechos de las mujeres y del Orden de los arquitectos de Francia.

## Objetivo
Este premio tiene como objetivo poner en valor las obras y las trayectorias de arquitectas, con el fin de que las jóvenes puedan inspirarse en los modelos femeninos existentes, fomentando así la paridad en una profesión con una fuerte dominante masculina.

## Historia
Lanzado en mayo de 2013, su primera edición, contó con apoyo institucional y privado. 106 mujeres participaron en esta edición y 451 proyectos fueron presentados.
El premio 2013 fue presentado el 16 de diciembre de 2013 por la ministra de la Cultura y la Comunicación.
La segunda edición del premio fue lanzada en mayo de 2014 con el apoyo de los dos mismos ministerios y del Orden de los Arquitectos. Se presentaron 128 candidatas y 601 proyectos.
Para la edición 2015 se presentaron 158 candidatas con 653 proyectos. En 2017 se presentaron 280 candidatas y 820 proyectos.

## Jurado
Según el reglamento, el jurado está constituido de los premiados del año precedente y por arquitectas francesas e internacionales, como Angela Brady o Karin Renner así como de representantes institucionales.
En 2015, el jurado, presidido por Angela Deuber, arquitecta suiza, premio arcVision 2015, se reunió el 30 de octubre de 2015 para deliberar. Estuvo compuesto por representantes del Orden de los arquitectos franceses: Béatrice Auxent, Presidenta del CROA Nord Pas de Calais y Christine Leconte, elegida por el CROAIF y secretaria general del CNOA; Hélène Fernández, Ministra de la Cultura y de la comunicación; Laura Peretti, arquitecta italiana; Catherine Guyot, arquitecta-urbanista, directora de ARVHA, y por las premiadas en 2014: Manuelle Gautrand, Maryam Asford-Brown, Agnès & Agnès y Christiane Schmuckle-Mollard. 
En 2016, el jurado presidido por Theresa Borsuk, arquitecta inglesa, distinguida en 2015 con el premio inglés Mujer Arquitecta del Año, Andréa Klimko, arquitecta eslovaca y directora de Women Architect, y Olivia Schimek-Hickisch, arquitecta austríaca, miembro de Women in Arquitectura, así como OECO Arquitectas, Corinne Vezzoni, Véronique  Descharrieres, Agnès Vince, Christine Leconte del CNOA, Béatrice Auxent del CROA Nord Pas-de-Calais y Catherine Guyot del ARVHA.
En 2017 el jurado fue presidido por Eva Álvarez, arquitecta española. Estuvo integrada por Béatrice Auxent, Silja Tillner (Women in Architecture, Viena), Fulvia Faggoto (Association Donne Architetto), Catherine Guyot, (Arvha), Ingrid Taillandier y las ganadoras del premio en 2016: Véronique Joffre, Tania Concko y Amelia Tavella.

## Categorías
Las mujeres arquitectas pueden competir en tres categorías :
- por una carrera de arquitecta,
- por una obra original,
- para una arquitecta de menos de 40 años.

Para el año 2017, el premio incluyó una nueva categoría:
- Mujer Arquitecta extranjera

## Premiadas

### 2013
- Odile Decq, Premio Mujer Arquitecta[11]
- Anne Demians, Premio obra original
- Estudio «Des Clics et des Calques » (Camille Besuelle, Nathalie Couineau y Mathilde Jauvin), Premio Joven Mujer Arquitecta
- Françoise Héléne Jourda, mención especial
- Jocelyne Behrend mención especial

### 2014
- Manuelle Gautrand, premio Mujer Arquitecta[12][13]
- Maryam Ashford Brown, Premio obra original
- Estudio «Agnès et Agnès» (Agnès Chryssostalis y Agnès Guillemin), Premio Joven Mujer Arquitecta
- Renée Gailhoustet, mención especial pionera
- Christiane Schmukle Mollard mención especial

### 2015
- Corinne Vezzoni, Premio Mujer Arquitecta
- Véronique Descharrières, Premio obra original
- OECO, Coralie Bouscal, Claire Furlan, Vanessa Larrere, Premio Joven Mujer Arquitecta
- Nathalie Régnier-Kagan, mención especial

### 2016
- Véronique Joffre, Premio Mujer Arquitecta[14]
- Tania Concko, Premio obra original
- Amelia Tavella, Premio Joven Mujer Arquitecta
- Eliane Castelnau, mención especial

### 2017
- Sophie Berthelier, premio Mujer Arquitecta
- Carme Pinós, Premio Mujer Arquitecta extranjera
- Cécile Mescam, premio Obra original
- LA Architectures (Linda Gilardone y Axelle Acchiardo), Premio Joven Mujer Arquitecta
- Carin Smuts, mención especial
- Marie Blanckaert, mención especial
- Dominique Marrec, mención especial[9]

### 2018
- Nicole Concordet, premio Mujer Arquitecta
- Amanda Levete, Premio Mujer Arquitecta extranjera
- Bathilde Millet, premio Obra original
- Sandra de Giorgio, Premio Joven Mujer Arquitecta
- Marie Zawistowski, mención especial[15]

### 2019
- Dominique Jakob, premio Mujer Arquitecta
- Fabienne Bulle, premio Obra original
- Marie-France Chatenet, premio Obra original, mención especial
- Marie Perin, Premio Joven Mujer Arquitecta
- Francine Houben, premio internacional
- Elisa Valero, premio internacional, mención especial

### 2020[16]
- Florence Lipsky — estudio Lipsky+Rollet architectes — Premio Mujer Arquitecta
- Cathrin Trebeljahr- Premio Obra Original
- Sophie Denissof — estudioCastro Denissof — Mención Especial Premio Obra Original
- OS!HOM - Premio Joven Mujer Arquitecta
- Anna Heringer ex æquo con Benedetta Tagliabue - Premio Internacional

### 2021[17]
- Anne-Françoise Jumeau, estudio AFJA, Anne-Françoise Jumeau Architectes - Premio Mujer Arquitecta 2021
- Eléonore Morand, estudio Depeyre Morand Architectures - Premio Joven Mujer Arquitecta 2021
- Sara Martin Camara, estudio Fres Architectes - Premio Obra Original 2021
- Farshid Moussavi, estudio FMA, Farshid Moussavi Architecture - Premio Internacional 2021
- Béatrice Mouton, estudio Béatrice Mouton - Mención Especial Premio Obra Original
- Marion Tribolet, estudio TKMT architectes - Mención Especial Premio Joven Mujer Arquitecta

### 2022[18]
- Christelle Avenier, estudio Avenier Cornejo - Premio Mujer Arquitecta 2022
- Cristina Vega Iglesias, estudio Burlat & Vega . Architectes - Premio Joven Mujer Arquitecta 2022
- Julie Degand, estudio Cil architecture - Premio Obra Original 2022
- Rozana Montiel, estudio REA, Rozana Montiel Estudio de Arquitectura - Premio Internacional 2022
- Adeline Rispal, estudio Ateliers Adeline Rispal Paris - Mención Especial Premio Mujer Arquitecta
- Claire Garcia Barriet, estudio Overcode - Mención Especial Premio Joven Mujer Arquitecta